# Fujientomon
Fujientomon (лат.) — род бессяжковых насекомых (Protura), единственный в составе семейства Fujientomidae. Восточная Азия: Китай, Япония.

## Описание
Мелкие бессяжковые с бледным телом. Рострум несколько выступающий. Максиллярные щупики с пучком щетинок и двумя сенсиллами. Губные щупики редуцированные с апикальной толстой щетинкой и двумя базальными щетинками. Канал верхнечелюстных желез простой, заканчивается длинным мешковидным расширением. Ложные глаза круглые, без рукоятки. Передние сенсиллы b’ и c’ отсутствуют; сенсилла t1 чрезвычайно широкая; t2 широкая; t3 длинная и стройная; сенсиллы a и x снаружи широкие. Эмподиум длинный, немного короче коготка. Сета S заметно длиннее когтя. Заднеспинка с двумя-тремя парами А-щетинок (А3 очень короткая, часто отсутствует). Брюшко с гребенчатыми структурами. Срединные щетинки отсутствуют на мезо- и метанотуме. Первая пара брюшных придатков всегда двухчлениковая, с терминальным пузырьком и четырьмя щетинками. Гентиталии самки (squama genitalis) с длинными акростилиями.
- Fujientomidae Tuxen & Yin, 1982[2]
  - Fujientomon Imadaté, 1964[3]
    - Fujientomon dicestum Yin, 1977 — Китай
    - Fujientomon primum Imadaté, 1964 — Китай, Япония[4]